# Charles Munyeki Kiama
Charles Munyeki Kiama (* 2. November 1986) ist ein kenianischer Langstreckenläufer, der sich auf Straßenläufe spezialisiert hat.

## Werdegang
2005 gewann Charles Munyeki Kiama den Halbmarathon-Bewerb des Nairobi-Marathons in 1:01:34 h.
2007 wurde er Sechster beim CPC Loop Den Haag, und 2008 blieb er als Fünfter des Rotterdam-Marathons unter der Ein-Stunden-Marke.
2009 folgte einem siebten Platz beim RAK-Halbmarathon und einem achten beim Rotterdam-Halbmarathon das Debüt über die Volldistanz beim Chicago-Marathon. Dort passierte er die Halbmarathon-Marke in 1:02:01 h, womit die Weltbestzeit für einen Neuling von Evans Rutto (2:05:50 h) in Gefahr war. Obwohl er dieses von Olympiasieger Samuel Kamau Wanjiru angeschlagene Tempo nicht bis zum Ende durchhalten konnte, wurde er schließlich Vierter in 2:07:06 h.
Im Februar 2015 wurde Charles Munyeki Kiama Dritter beim Tel-Aviv-Marathon in 2:17:10 h.
Im April 2017 gewann der 31-Jährige den Zürich-Marathon mit 2:14:07 h. Er lebt heute in Ngong.

## Persönliche Bestzeiten
- 10 km: 28:33 min, 4. August 2007, Cape Elizabeth
- Halbmarathon: 59:44 min, 14. September 2008, Rotterdam
- Marathon: 2:07:06 h, 11. Oktober 2009, Chicago